# Louis Querné
 (janvier 2024).
Louis-Pierre Querné, né le 24 avril 1920 à Morlaix (Finistère) et mort pour la France le 25 septembre 1944 dans le secteur de Tilsit (URSS), était un aviateur français du Régiment de chasse Normandie-Niémen durant la Seconde Guerre mondiale.